# 東京大学潜水死亡事故
東京大学潜水死亡事故（とうきょうだいがくせんすいしぼうじこ）は、日本で起きた潜水による死亡事故。

## 概要

### 事故の発生
2005年7月4日には、東京大学大学院農学生命科学研究科水圏天然物化学研究室での調査活動が八丈島で行われ、ここで発生したという事故であった。死亡することになる者も含む研究室の4人は、7月3日に八丈島に到着して、翌7月4日の朝10時頃に水中に入り作業地点に向かっていた。作業地点の直前で死亡することになる人は一旦海面にあがるという合図を教授に送り、教授の了解を得て浮上した。10時20分頃に潜水のインストラクターが死亡することになる人の姿が見えないことを指摘したため一行は作業を中止して陸上に上がる。それから会場を目視や探索して、近くの漁船の無線を通じて警察に連絡。それから捜査隊が出動して、12時46分頃に海底で発見した。7月5日に遺体を帰京、7月8日に通夜、7月9日に葬式が行われた。この死亡した人は1993年4月に東京大学農学部に入学、1998年4月に東京大学学生命科学研究科水圏生物科学専攻修士課程に入学、2000年4月に博士課程に進学して、2005年3月に単位取得退学して研究室でリサーチフォローになっていた。

### 事故の詳細
ここでは研究室の一行は教授以下5人で水深16メートルの作業ポイントに向かって潜水していた。この途中でマスク内に水が入りマスクの4分の1にまで水が浸入していた。このために被災者が教授に上昇すると合図をして1人で上昇していたのだが、それから行方不明になっていたのであった。この潜水にはガイドが同行しており、そのガイドが教授に1名はどうしたのかと10時20分頃に問うて、それで行方不明になっていたということが発覚した。それから関係者や周辺の船舶により直ちに水面を中心とした捜索が行われたが発見できず、それから要請を受けた海難救助隊のダイバーが海底で発見していた。この時には被災者のマスクには半分ほどの水が入っており、レギュレータは口から外れておりボンベの気圧は150気圧で浮力補償装置（BCD）には空気は入っていなかった。
普通は水中でマスク内に水が浸入した場合には、その場でマスククリアーを行ってトラブルを回避するのだが、この死亡した人は上昇するという行動を取っていた。これには潜水経験が乏しくマスククリアーのテクニックが十分習得できていなかったということが伺われる。そしてマスク内に水が浸入したことによりうまく呼吸できなくなり、さらに1人になってしまったことによるストレスでパニックになった恐れがあった。

### 事故から
2005年9月29日に中央労働基準監督署は、作業責任者であった教授を労働安全衛生法違反容疑で東京地方検察庁に書類送検した。国立大学法人が責任を問われて書類送検されたのはこれが初めてであった。調べによると教授は、死亡した者は潜水士の免許を持っていないにもかかわらず潜水作業を行っていた。労働安全衛生法では資格を持たないものが潜水作業をすることが禁じられていた。このことを受けて東京大学総長は翌月にも調査委員会を設置して、事故原因の徹底的な究明を行い、再発防止策の確立と安全意識の徹底に全力をあげるとした。
2005年10月に東京大学総長の要請を受けて潜水作業事故全学調査委員会が設置される。発足に際しては学内のみならず関連分野の外部専門家の参加も願い、事故の原因や背景を究明し、再発防止への提言を行うことを目的とする。2006年3月30日には調査委員会による報告書が出される。これによるとこの事故に至った原因は数多くの重大な問題点が複合して起きたとのことであった。認識の甘さ、計画の問題、安全管理システムの欠落、遵法意識の不足、研究室の閉鎖性、大学の低レベルな安全文化などが問題点であったとされた。